# ケン・キージー
ケン・キージー（Kenneth Elton Kesey、1935年9月17日 - 2001年11月10日）は、アメリカ合衆国の作家。ジャック・ニコルソン出演の映画『カッコーの巣の上で』（小説原題：One Flew Over the Cuckoo's Nest）の原作者、あるいはヒッピーコミューン『メリー・プランクスターズ』のリーダーとして知られる。

## 略歴
1935年、コロラド州ラ・ハンタの農家の息子として生誕する。1946年、オレゴン州スプリングフィールドへ移住。高校・大学ではレスリングに打ち込んでいた。1956年、オレゴン大学へ入学。1962年、『カッコーの巣の上で』で作家としてデビューする。

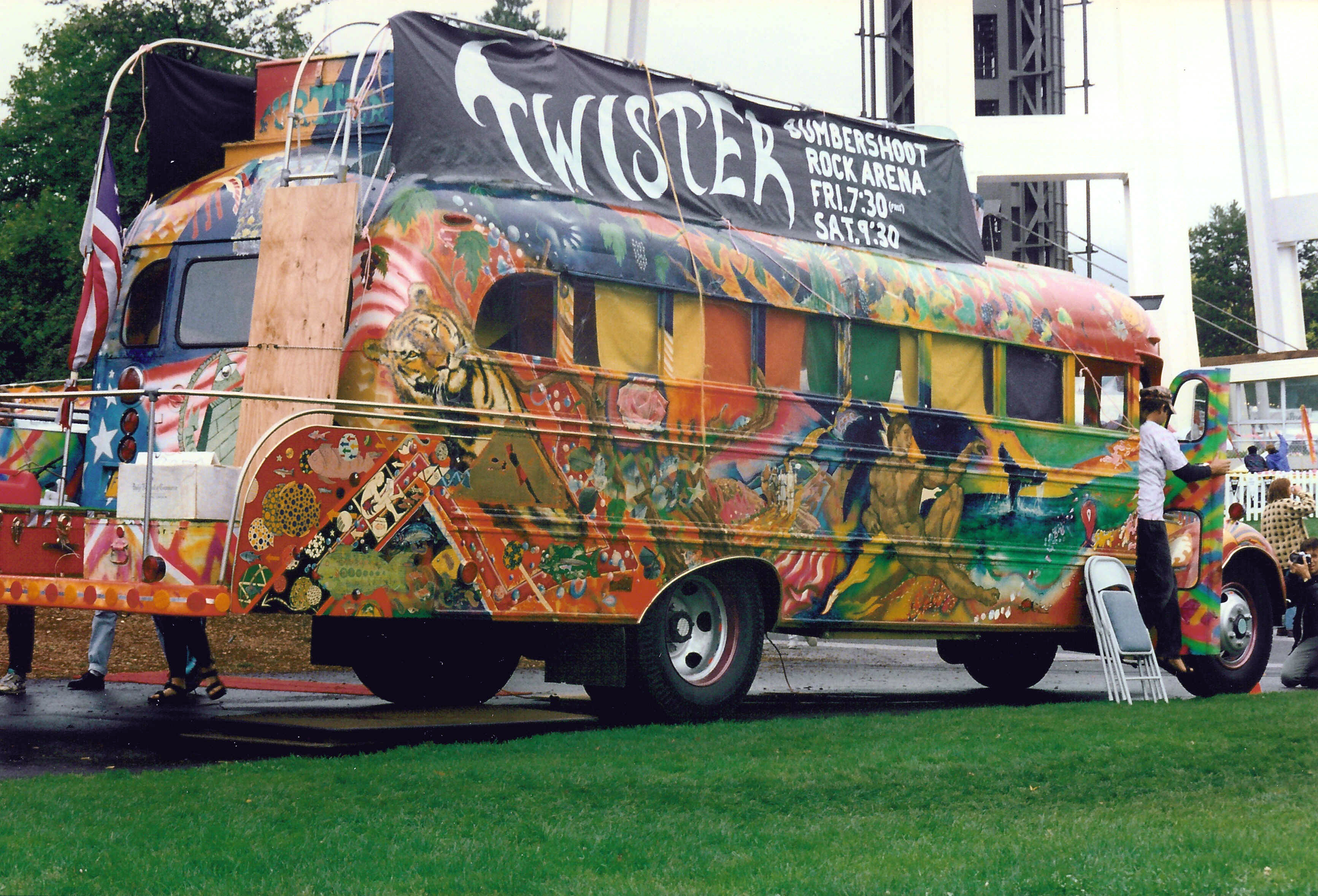
FURTHUR号

1964年の夏、ヒッピーコミューン「メリー・プランクターズ」を引連れ、ニール・キャサディの運転するサイケデリックな塗装のバス「FURTHUR号」に乗り込み、全米にアッシド・テストと呼ばれるLSDを広めるツアーをはじめる。オーズリー・スタンレーの造る最高級のLSDと、特殊なラウンドスピーカー、強力な照明機材を積み込んでアメリカ中の若者に精神の解放を訴えたこのツアーは後のビートルズの映画『マジカル・ミステリー・ツアー』（1967年）のモチーフとなったとされる。
1966年1月、サンフランシスコにおいてアッシド・テスト「トリップス・フェスティバル」を開催する。入場者にLSDを配り、ジミ・ヘンドリックスやグレイトフル・デッドなどが即興音楽を演奏し、アンディ・ウォーホールなどのアンダーグラウンド映画を放映したこのマルチメディア・コンサートはその後発展するサイケデリック・ロックの始祖となった。
2001年11月10日、オレゴン州の病院にて肝臓がんのため死去。66歳没。

## 作品
- One Flew Over the Cuckoo's Nest（邦題：『カッコウの巣の上で』） (1962年、小説)
- Genesis West: Volume Five (1963年、雑誌)
- Sometimes a Great Notion（邦題：『わが緑の大地』） (1964年、小説)
- Kesey's Garage Sale (1973年、エッセイ)
- Demon Box (1986年、短篇小説)
- Caverns (1989年、小説)
- The Further Inquiry (1990年、演劇)
- Sailor Song (1992年、小説)
- Last Go Round (1994年、小説原作)
- Twister (1994年、演劇)
- Kesey's Jail Journal (2003年、エッセイ)